# Gottfried Leder
Gottfried Leder (* 4. Juli 1929 in Berlin; † 9. August 2024) ist ein deutscher Politikwissenschaftler.

## Leben
Nach dem Abitur in Peine 1948 studierte er von 1949 bis 1955 an der Universität Göttingen Rechts- und Staatswissenschaften. 1955 promovierte er bei Rudolf Smend zum Doctor iuris. 1961 wurde er erster Lehrstuhlinhaber für Politische Wissenschaft an der PH Alfeld. Von 1970 bis 1991 lehrte er an der Universität Hildesheim.
1999 wurde er mit der Bistumsmedaille des Bistums Hildesheim ausgezeichnet.

## Schriften (Auswahl)
- Grundgesetz und Menschenwürde. Wird unsere Verfassung zur Disposition gestellt?. Köln 2014, ISBN 978-3-7616-2823-2.
- Bei Unrecht: Widerspruch! Unterwegs in der Welt und in der Kirche. Berlin 2019, ISBN 978-3-643-14375-4.